# Aeroportul Fort McMurray/Mildred Lake
Aeroportul Fort McMurray/Mildred Lake (IATA: NML) este un aeroport din Alberta, Canada. Aeroportul a fost tranzitat în 2017 de 0 pasageri.
Situat la o altitudine de 319 m, aeroportul dispune de o singură pistă. Este operat de Syncrude⁠(d).